# Jiří Polnický
Jiří Polnický, né le 16 décembre 1989 à Mladá Boleslav, est un coureur cycliste tchèque.

## Palmarès sur route

### Par année
- 2012
  - 1re étape du Czech Cycling Tour (contre-la-montre par équipes)
  - 3e du championnat de République tchèque sur route
- 2013
  - 3e du Tour Bohemia
- 2014
  - 2e du Tour de Sebnitz
  - 3e du Tour de Vysočina
- 2015
  - Velká Bíteš-Brno-Velká Bíteš
  - 2e de la Visegrad 4 Bicycle Race - GP Czech Republic
  - 3e du Szlakiem Grodów Piastowskich
- 2016
  - 3e étape du Szlakiem Grodów Piastowskich
  - 2e de la Visegrad 4 Bicycle Race - GP Czech Republic
  - 3e du Szlakiem Grodów Piastowskich
- 2017
  - 1re étape du Tour de Vysočina
  - 1re étape du Czech Cycling Tour (contre-la-montre par équipes)
  - 2e de Velká Bíteš-Brno-Velká Bíteš
- 2018
  - 3e du Grand Prix Adria Mobil

### Classements mondiaux
| Année           | 2012 | 2013 | 2014 | 2015 | 2016 |
| --------------- | ---- | ---- | ---- | ---- | ---- |
| UCI Europe Tour | 582e | 613e | 585e | 218e | 416e |

## Palmarès en cyclo-cross
- 2005-2006
  - 10e du championnat d'Europe de cyclo-cross juniors
- 2006-2007
  -  Champion de République tchèque de cyclo-cross juniors
  -  Médaillé de bronze du championnat du monde de cyclo-cross juniors
- 2007-2008
  - 8e du championnat d'Europe de cyclo-cross espoirs
- 2008-2009
  - 9e du championnat d'Europe de cyclo-cross espoirs